# Диццаско
Диццаско (итал. Dizzasco) — коммуна в Италии, находится в регионе Ломбардия, в провинции Комо.
Население составляет 489 человек (2008), плотность населения составляет 163 чел./км². Занимает площадь 3 км². Почтовый индекс — 22020. Телефонный код — 031.
Покровителями коммуны почитаются святые апостолы Пётр и Павел, празднование 29 июня.

## Демография
Динамика населения:

## Администрация коммуны
- Официальный сайт: